# Селище (Липецкая область)
Сели́ще — деревня Ольховского сельсовета Лебедянского района Липецкой области.
Стоит на правом берегу реки Дон. Соединено мостом с селом Романово и далее с Лебедянским шоссе.
Известно с XVII века. Тогда упоминалось сельцо Перехваль (Хрущеве, Большое Селище) . Нынешнее Селище, скорее, имело определение Малое.

## Население
| 2010 |
| ---- |
| 52   |